# Villenova (Nueva York)
Villenova es un pueblo ubicado en el condado de Chautauqua en el estado estadounidense de Nueva York. En el año 2000 tenía una población de 1.121 habitantes y una densidad poblacional de 12 personas por km².

## Geografía
Villenova se encuentra ubicado en las coordenadas 42°23′19″N 79°6′47″O / 42.38861, -79.11306.

## Demografía
Según la Oficina del Censo en 2000 los ingresos medios por hogar en la localidad eran de $35,208, y los ingresos medios por familia eran $39,125. Los hombres tenían unos ingresos medios de $30,833 frente a los $22,083 para las mujeres. La renta per cápita para la localidad era de $14,240. Alrededor del 11.8% de la población estaban por debajo del umbral de pobreza.